# Saguier Carreras
Cayetano Saguier Carreras war ein paraguayischer Fußballspieler, der auf der Position des Stürmers spielte. Er gehörte zum Kader der paraguayischen Nationalmannschaft bei der Fußball-Weltmeisterschaft 1930 in Uruguay.

## Karriere

### Verein
Saguier Carreras spielte im Jahr 1930 für den paraguayischen Verein Sportivo Luqueño. Weitere Informationen über seine Vereinskarriere sind nicht dokumentiert.

### Nationalmannschaft
Carreras wurde in das Aufgebot der paraguayischen Nationalmannschaft für die erste Fußball-Weltmeisterschaft 1930 berufen, bei der er ohne Einsatz in den beiden Gruppenspielen gegen die USA und Belgien blieb. Paraguay schied mit einem Sieg und einer Niederlage nach der Vorrunde aus dem Turnier aus.